# MYH4
La miosina-4 también conocida como miosina de cadena pesada 4 es una proteína que en los seres humanos está codificada por el gen MYH4..

## Función
MYH4 es un gen que codifica una miosina sarcomérica.